# スターバースト (ミサイル)
スターバースト（英語: Starburst）は、イギリスが開発した携帯式防空ミサイルシステム（MANPADS）。1989年から配備されている。先行するジャベリンの改良型。

## 概要

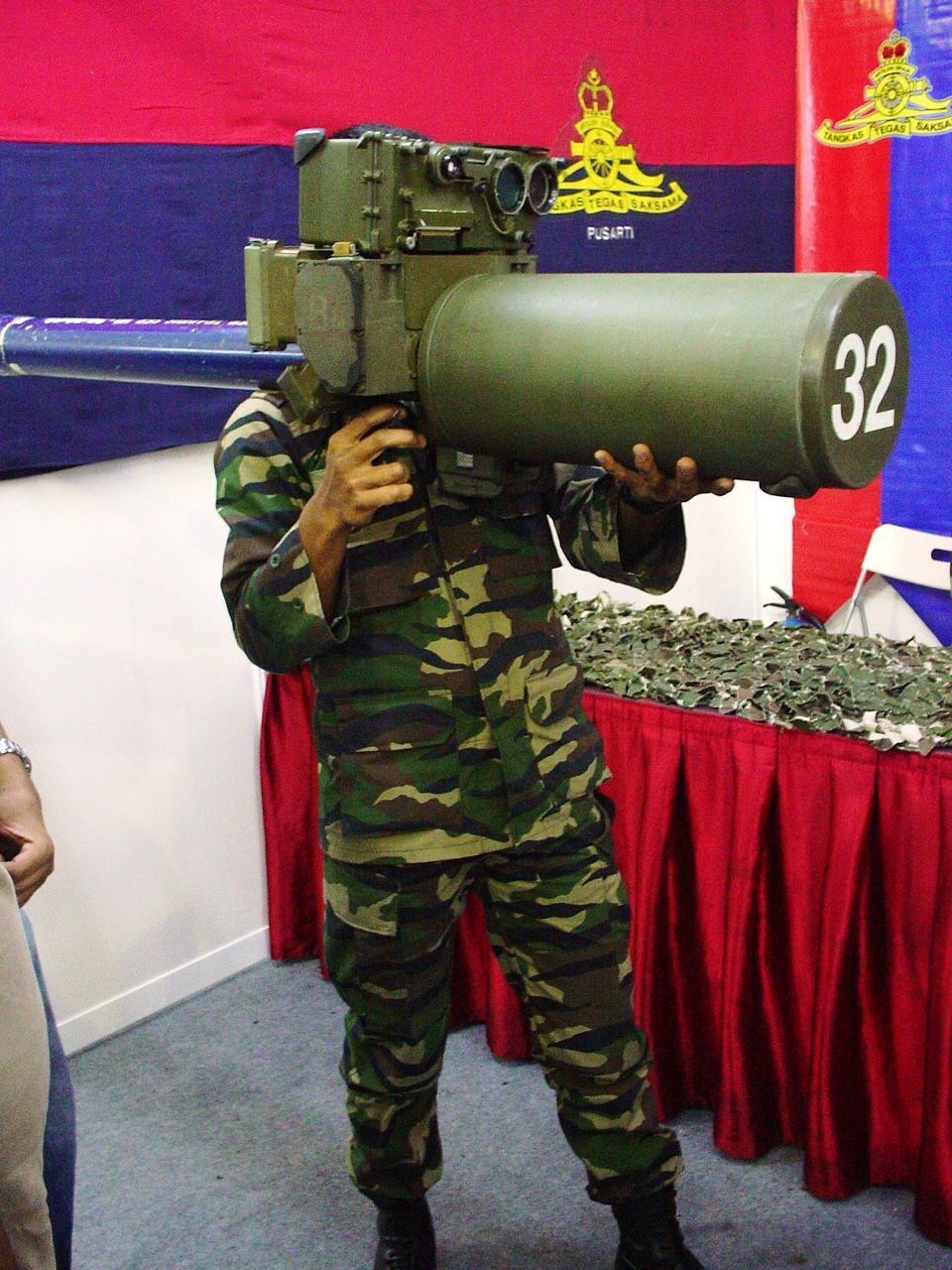
マレーシア陸軍のスターバーストMANPADS

イギリス陸軍は1984年より、第2世代の携帯式防空ミサイルシステム（MANPADS）として、無線SACLOS式のジャベリンの配備を行っていたが、ソ連陸軍においてMi-24攻撃ヘリコプターの配備が進むにつれて性能不足であることが露呈しており、新世代の近距離防空ミサイルとしてS14 ミサイル（後のスターストリーク）の開発が進められていた。この開発は、ジャベリンと同じくショーツ・ミサイル・システムズ（SMS）社が行っていたが、S14の開発と並行して、そのレーザーSACLOSシステムをジャベリンMANPADSに統合したS15 ミサイルが開発された。
S15 ミサイルは、ジャベリンMANPADSのロケット・モーターおよび弾体をもとにして、その光学追尾装置のかわりにS14 ミサイルと同様にレーザー追尾装置を組み込んだものとなっている。ただし、ミサイルの機動によって受信に障害が発生する危険があったため、S14で採用されたようなミサイル前方の受信機を使用するわけにはいかなかった。このため、4枚のアンテナがミサイルの側面に設置され、地上からのアップ・リンク信号を受信するようになっている。また、S14のような運動エネルギー弾兼用のタングステン製子弾は採用されず、ジャベリンMANPADS同様の通常型弾頭が搭載されている。
S15 ミサイルは1986年に開発完了し、ジャベリンMANPADSの後継として1989年よりイギリス陸軍に配備されはじめ、湾岸戦争において実戦投入されている。なお、2002年、開発元のショーツ社は、タレス・エア・ディフェンス社に買収された。
現在、イギリス陸軍においてはスターストリークによって代替されつつある。

### SR2000
スターバーストを開発したショーツ・ミサイル・システムズ社は、ラダマック・ディフェンス・システムズ社とともに、これを艦載化したSR（Shorts/Radamac）2000システムを開発した。これは、ショーツ社製のスターバースト・ミサイルと、ラダマック社製の2400型光学射撃指揮装置を組み合わせたものとなっており、光学射撃指揮装置はビデオカメラと熱映像装置、光波測距儀を組み合わせたものとなっており、距離12キロメートルの目標を追尾できる。SR2000システムは、この光学FCSと6連装発射機を合わせて、システムの全重量は750kgである。
SR2000は、ホライズン計画艦における近距離防空システム（ILMS：Inner Layer Missile System）として開発されたが、採用は見送られた。海外へのセールスも試みられたが、成約はなかった。

## 派生型
スターバースト LML（Lightweight multiple launcher）
可搬式発射機。
スターバースト VML（Vehicle multiple launcher）
車載式発射機。
スターバースト NML（Naval multiple launcher）
艦載式発射機。
スターバースト SR2000
個艦防空システム。

## 運用国
カナダ
 クウェート
 マレーシア
 イギリス